# Campeonato de mano parejas de Promoción 2017
El Campeonato de mano parejas de Promoción 2017, competición de pelota vasca en la variante profesional de pelota mano parejas de segunda categoría, que se disputó en 2017. Está organizado por las empresas promotoras ASPE y Asegarce. Los campeones fueron los guipuzcoanos Axier Arteaga y Jon Erasun.

## Parejas
| - Parejas de Asegarce: - Axier Arteaga, Arteaga II-Jon Erasun - Joanes Bakaikoa-Ladis Galarza - Unai Laso-Diego Iturrriaga - Jon Ander Peña, Peña II-Rubén Salaverri - Suplentes de Asegarce: - Alexis Apraiz - Ibai Zabala |  | - Parejas de ASPE: - Darío Gómez-Ion Jaunarena - Aitor Elordi-Xabier Erostarbe - Ander Errandonea-Julen Martija - Andoni Ugalde-Iñigo Martínez - Suplentes de ASPE: - Cecilio Valgañón - Gorka Esteban - Aitor Irusta |

## Liguilla

### Primera jornada
| Fecha    | Frontón y localidad            | Rojo              | Azul                   | Tanteo |
| -------- | ------------------------------ | ----------------- | ---------------------- | ------ |
| 13/01/17 | Frontón Daniel Ugarte, Hendaya | Arteaga II-Erasun | Laso-Iturriaga         | 19-22  |
| 14/01/17 | Frontón Labrit, Pamplona       | Peña II-Salaverri | Bakaikoa-Ladis Galarza | 22-11  |
| 15/01/17 | Frontón Adarraga, Logroño      | Darío-Jaunarena   | Ugalde-Martínez        | 22-12  |
| 16/01/17 | Frontón Beotibar, Tolosa       | Elordi-Erostarbe  | Errandonea-Martija     | 18-22  |

### Segunda jornada
| Fecha    | Frontón y localidad          | Rojo              | Azul                  | Tanteo |
| -------- | ---------------------------- | ----------------- | --------------------- | ------ |
| 28/01/17 | Frontón Larreta, Munguía     | Darío-Jaunarena   | Laso-Iturriaga        | 21-22  |
| 20/01/17 | Frontón Kurtzea, Galdácano   | Gorka*-Martija    | Peña II-Ibai Zabala*  | 22-14  |
| 21/01/17 | Frontón Labrit, Pamplona     | Arteaga II-Erasun | Bakaikoa-Ibai Zabala* | 22-15  |
| 22/01/17 | Frontón Madalensoro, Oyarzun | Elordi-Erostarbe  | Ugalde-Martínez       | 22-17  |

### Tercera jornada
| Fecha    | Frontón y localidad        | Rojo              | Azul               | Tanteo |
| -------- | -------------------------- | ----------------- | ------------------ | ------ |
| 27/01/17 | Frontón Mallavia, Mallavia | Elordi-Erostarbe  | Darío-Jaunarena    | 21-22  |
| 28/01/17 | Frontón Labrit, Pamplona   | Ugalde-Martínez   | Peña II-Salaverri  | 22-21  |
| 29/01/17 | Frontón Ogueta, Vitoria    | Laso-Iturriaga    | Bakaikoa-Apraiz*   | 22-6   |
| 30/01/17 | Frontón Beotibar, Tolosa   | Arteaga II-Erasun | Errandonea-Martija | 22-6   |

### Cuarta jornada
| Fecha    | Frontón y localidad               | Rojo              | Azul                   | Tanteo |
| -------- | --------------------------------- | ----------------- | ---------------------- | ------ |
| 03/02/17 | Frontón Municipal, Echarri-Aranaz | Darío-Jaunarena   | Bakaikoa-Ladis Galarza | 22-16  |
| 03/02/17 | Frontón Atano III, San Sebastián  | Laso-Iturriaga    | Errandonea-Martija     | 22-14  |
| 04/02/17 | Frontón Igarondo, Idiazábal       | Arteaga II-Erasun | Ugalde-Martínez        | 22-13  |
| 05/02/17 | Frontón Bizkaia, Bilbao           | Elordi-Erostarbe  | Peña II-Salaverri      | 22-13  |

### Quinta jornada
| Fecha    | Frontón y localidad        | Rojo               | Azul                   | Tanteo |
| -------- | -------------------------- | ------------------ | ---------------------- | ------ |
| 10/02/17 | Frontón Municipal, Urdúliz | Elordi-Erostarbe   | Arteaga II-Erasun      | 22-11  |
| 11/02/17 | Frontón Labrit, Pamplona   | Laso-Iturriaga     | Ugalde-Martínez        | 22-8   |
| 11/02/17 | Frontón Labrit, Pamplona   | Darío-Irusta*      | Peña II-Ibai Zabala*   | 12-22  |
| 12/02/17 | Frontón Ereta, Tafalla     | Errandonea-Martija | Bakaikoa-Ladis Galarza | 9-22   |

### Sexta jornada
| Fecha    | Frontón y localidad        | Rojo              | Azul                   | Tanteo |
| -------- | -------------------------- | ----------------- | ---------------------- | ------ |
| 17/02/17 | Frontón Uranzu, Irún       | Gorka*-Jaunarena  | Errandonea-Martija     | 19-22  |
| 18/02/17 | Frontón Intxaur, Cizúrquil | Arteaga II-Erasun | Peña II-Apraiz*        | 22-5   |
| 19/02/17 | Frontón Astelena, Éibar    | Gorka*-Erostarbe  | Laso-Iturriaga         | 19-22  |
| 20/02/17 | Frontón Beotibar, Tolosa   | Ugalde-Irusta*    | Bakaikoa-Ladis Galarza | 8-22   |

### Séptima jornada
| Fecha    | Frontón y localidad      | Rojo             | Azul                   | Tanteo |
| -------- | ------------------------ | ---------------- | ---------------------- | ------ |
| 25/02/17 | Frontón Labrit, Pamplona | Ugalde-Irusta*   | Errandonea-Martija     | 15-22  |
| 26/02/17 | Frontón Astelena, Éibar  | Darío-Cecilio*   | Arteaga II-Erasun      | 15-22  |
| 27/02/17 | Frontón Beotibar, Tolosa | Laso-Iturriaga   | Peña II-Ibai Zabala*   | 17-22  |
| 28/02/17 | Frontón Beotibar, Tolosa | Gorka*-Erostarbe | Bakaikoa-Ladis Galarza | 17-22  |

### Clasificación de la liguilla
| Pelotaris              | Jugados | Ganados | Perdidos | Tantos a favor | Tantos en contra | Dif |
| ---------------------- | ------- | ------- | -------- | -------------- | ---------------- | --- |
| Laso-Iturriaga         | 7       | 6       | 1        | 149            | 109              | +40 |
| Arteaga II-Erasun      | 7       | 5       | 2        | 140            | 98               | +42 |
| Errandonea-Martija     | 7       | 4       | 3        | 117            | 132              | -15 |
| Peña II-Salaverri      | 7       | 3       | 4        | 119            | 128              | -9  |
| Elordi-Erostarbe       | 7       | 3       | 4        | 141            | 129              | +12 |
| Darío-Jaunarena        | 7       | 3       | 4        | 133            | 137              | -4  |
| Bakaikoa-Ladis Galarza | 7       | 3       | 4        | 114            | 122              | -8  |
| Ugalde-Martínez        | 7       | 1       | 6        | 95             | 153              | -58 |

## Liguilla de semifinales

### Primera jornada
| Fecha    | Frontón y localidad             | Rojo              | Azul                 | Tanteo |
| -------- | ------------------------------- | ----------------- | -------------------- | ------ |
| 03/03/17 | Frontón San Fco. Javier, Lodosa | Laso-Iturriaga    | Peña II-Ibai Zabala* | 15-22  |
| 06/03/17 | Frontón Beotibar, Tolosa        | Arteaga II-Erasun | Errandonea-Martija   | 22-12  |

### Segunda jornada
| Fecha    | Frontón y localidad                | Rojo              | Azul               | Tanteo |
| -------- | ---------------------------------- | ----------------- | ------------------ | ------ |
| 10/03/17 | Frontón Michelin, Lasarte-Oria     | Arteaga II-Erasun | Peña II-Salaverri  | 22-10  |
| 10/03/17 | Frontón Municipal, Vera de Bidasoa | Laso-Iturriaga    | Errandonea-Martija | 22-15  |

### Tercera jornada
| Fecha    | Frontón y localidad      | Rojo              | Azul                 | Tanteo |
| -------- | ------------------------ | ----------------- | -------------------- | ------ |
| 17/03/17 | Frontón Zubikoa, Oñate   | Arteaga II-Erasun | Laso Iturriaga       | 22-13  |
| 18/03/17 | Frontón Labrit, Pamplona | Gorka*-Martija    | Peña II-Ibai Zabala* | 10-22  |

### Clasificación de la liguilla de semifinales
| Pelotaris          | Jugados | Ganados | Perdidos | Tantos a favor | Tantos en contra | Dif |
| ------------------ | ------- | ------- | -------- | -------------- | ---------------- | --- |
| Arteaga II-Erasun  | 3       | 3       | 0        | 66             | 35               | +31 |
| Peña II-Salaverri  | 3       | 2       | 1        | 54             | 47               | +7  |
| Laso-Iturriaga     | 3       | 1       | 2        | 50             | 59               | -9  |
| Errandonea-Martija | 3       | 0       | 3        | 37             | 66               | -29 |

## Final
| Fecha    | Frontón y localidad      | Rojo              | Azul              | Tanteo |
| -------- | ------------------------ | ----------------- | ----------------- | ------ |
| 01/04/17 | Frontón Beotibar, Tolosa | Arteaga II-Erasun | Peña II-Salaverri | 22-12  |

## Clasificación a mejor pelotari del campeonato
| Pelotari      | Jugados | Ganados | Puntos | Puntos/partido |
| ------------- | ------- | ------- | ------ | -------------- |
| Arteaga II    | 11      | 9       | 310    | 28,18          |
| Laso          | 10      | 7       | 254    | 25,4           |
| Erasun        | 11      | 9       | 233    | 21,18          |
| Martija       | 10      | 4       | 215    | 21,5           |
| Peña II       | 11      | 5       | 212    | 19,27          |
| Iturriaga     | 10      | 7       | 208    | 20,8           |
| Bakaikoa      | 7       | 3       | 157    | 22,43          |
| Erostarbe     | 7       | 3       | 152    | 21,71          |
| Errandonea    | 8       | 3       | 116    | 14,5           |
| Ibai Zabala   | 6       | 4       | 113    | 18,33          |
| Elordi        | 5       | 3       | 112    | 22,4           |
| Jaunarena     | 5       | 3       | 112    | 22,4           |
| Ugalde        | 7       | 1       | 109    | 15,57          |
| Ladis Galarza | 5       | 3       | 106    | 21,2           |
| Darío         | 6       | 3       | 92     | 15,33          |
| Salaverri     | 5       | 1       | 72     | 14,4           |
| Martínez      | 5       | 1       | 62     | 12,4           |
| Gorka         | 4       | 1       | 57     | 14,25          |
| Irusta        | 3       | 0       | 50     | 16,67          |
| Apraiz        | 2       | 0       | 25     | 12,5           |
| Cecilio       | 1       | 0       | 12     | 12             |

- Datos: Q30916401